# Forum des as
Le Forum des as est un quotidien d’information générale kino-congolais en langue française publié à Kinshasa.